# علي مشكيني
الرجل الديني علي أكبر فيض المعروف ب مشكيني ((بالأذرية: Əli Meşkini)‏, (بالفارسية:  علی اکبر فیض مشکینی); ولد 1922 – 30 يوليو 2007) هو كان سياسيا إيرانيا. شغل رئاسة مجلس خبراء القيادة من إنشاء هذا المنصب وظل يشغل هذا المنصب حتى وفاته. وأنه كان في قم رئيسا لمجلس الإدارة في الحوزة العلمية وخطيبا لصلاة الجمعة.